# Shining Wisdom
Shining Wisdom (シャイニング・ウィズダム?, Shainingu Uizudamu) è un videogioco di ruolo d'azione pubblicato per Sega Saturn. È parte della serie di videogiochi della SEGA Shining.

## Modalità di gioco
A differenza dei suoi predecessori, Shining Wisdom dè il primo titolo della serie ad utilizzare un sistema di gameplay tipico dei videogiochi d'azione. I giocatori controllano un personaggio i cui attacchi variano per velocità ed efficacia, anziché controllare un gruppo di personaggi che affrontano i nemici in combattimenti a turni. Il gameplay di Shining Wisdom è stato spesso paragonato a quello della serie The Legend of Zelda. L'originalità di Shining Wisdom sta anche nel suo sistema di attacchi basati su una combinazione di oggetti trovati nel corso del gioco ed "orb".